# Ekerö (eiland)

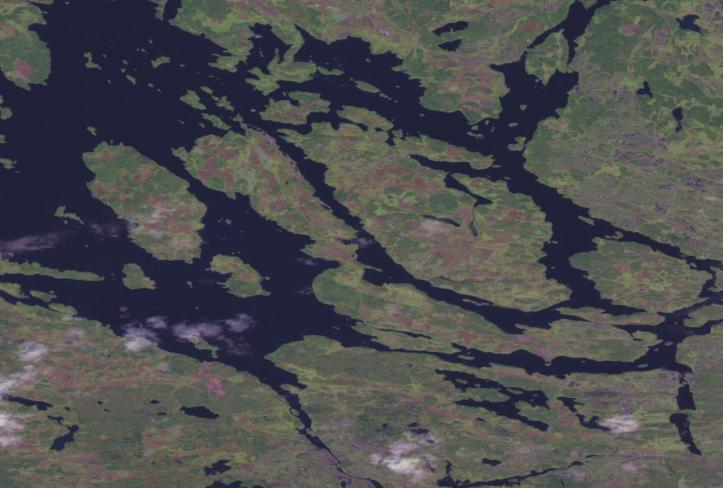

Ekerö is een Zweeds eiland en ligt in het Mälarmeer ten westen van Stockholm. Het behoort tot de gemeente Ekerö.
Plaatsen op het eiland zijn Munsö, Karsö, Sundby, Ekerö en Solsidan.